# Cyclosa andinas
Cyclosa andinas là một loài nhện trong họ Araneidae.
Loài này thuộc chi Cyclosa. Cyclosa andinas được Herbert Walter Levi miêu tả năm 1999.